# Mantorras
Pedro Manuel (født 18. marts 1982 i Huambo) er en tidligere angolesisk landsholdsspiller i fodbold, hvis primære position på banen var i angrebet.

## Spillerkarriere
Han spillede for FC Alverca i perioden 1999-2001, hvorefter han skiftede til SL Benfica.